# Suzanne Vega
Suzanne Nadine Vega (Santa Monica, Kalifornija, 11. srpnja 1959.) američka je kantautorica iz New Yorka. Svira alternativni rock s primjesama američke folk glazbe. Poznata je po hitovima "Tom's Diner" i "Luka", od kojih je potonji 1987. dosegao broj 3 na Billboard Hot 100 ljestvici.
Pjesma "Tom's Diner" s albuma Solitude Standing je Karlheinzu Brandenburgu poslužila za optimizaciju algoritma kompresije zvuka i stvaranje MP3 formata

## Diskografija
- 1985. Suzanne Vega
- 1987. Solitude Standing
- 1990. Days of Open Hand
- 1992. 99.9F°
- 1996. Nine Objects of Desire
- 2001. Songs in Red and Gray
- 2007. Beauty & Crime
- 2010. Close-Up Vol. 1, Love Songs
- 2014. Tales from the Realm of the Queen of Pentacles
- 2016. Lover, Beloved: Songs from an Evening with Carson McCullers
- 2025. Flying with Angels

## Vanjske poveznice
- Službena stranica (engl.)

### Ostali projekti
|  | Zajednički poslužitelj ima još gradiva o temi Suzanne Vega |